# گونشلی (بورچکا)
گونشلی (به ترکی استانبولی: Güneşli) یک منطقهٔ مسکونی در ترکیه است که در بورچکا واقع شده‌است. گونشلی ۴۵۳ نفر جمعیت دارد.